# جاك روذرفورد
جاك روذرفورد (بالإنجليزية: Jack Rutherford)‏ هو ممثل بريطاني (وحمل سابقاً جنسية المملكة المتحدة لبريطانيا العظمى وأيرلندا)، ولد في 12 أبريل 1893 في المملكة المتحدة، وتوفي في 21 أغسطس 1982 في الولايات المتحدة.

## وصلات خارجية
- جاك روذرفورد على موقع IMDb (الإنجليزية)
- جاك روذرفورد على موقع قاعدة بيانات برودواي على الإنترنت (الإنجليزية)
- جاك روذرفورد على موقع قاعدة بيانات الفيلم (الإنجليزية)